# Lanius souzae
Lanius souzae là một loài chim trong họ Laniidae.